# توماس دالتون
توماس دالتون (بالإنجليزية: Thomas Dalton)‏ هو مناهض العبودية ‏ أمريكي، ولد في 1794 في ماساتشوستس في الولايات المتحدة، وتوفي في 30 أغسطس 1883.